# Tsugphud Namgyal
Tsugphud Namgyal (Rabdentse, 1785 – Tumlong, 1863) fu chogyal del Sikkim dal 1793 fino alla sua morte.

## Biografia
Sotto il governo del padre Tenzing Namgyal, gran parte del Regno del Sikkim era stato conquistato dal Nepal. Tshudpud Namgyal poté fare ritorno nel Sikkim solo nel 1793 per reclamare il proprio trono, iniziando con lo spostare la capitale dalla città di Rabdentse (reputata troppo vicina al confine nepalese) a Tumlong.
Il Sikkim si alleò con gli inglesi dell'India britannica che consideravano loro stessi il Nepal un nemico all'espansione coloniale. Col Nepal si iniziò perciò la guerra di Gurkha a partire dal 1814 che vide un grande intervento della Compagnia Inglese delle Indie Orientali. La vittoria vide il ritorno di molte delle terre conquistate dai nepalesi al Sikkim nel 1817.
Nel 1835, Tshudpud Namgyal cedette agli inglesi la città di Darjeeling in cambio di un compenso annuale, ma le relazioni tra i due paesi si incrinarono molto presto quando gli inglesi si rifiutarono di effettuare alcuni pagamenti ed imposero gli studiosi Joseph Dalton Hooker e Archibald Campbell come principali commissari per le relazioni tra Gran Bretagna e Sikkim. Dopo due attacchi militari nel 1850 e nel 1861, il Sikkim divenne ufficialmente un protettorato britannico e quello stesso anno Tsugphud ottenne la conferma al governo da parte del governatore generale dell'India, ma data la situazione egli decise di abdicare in favore del figlio.
Al momento della sua morte nel 1863 egli aveva 78 anni ed avendo governato il Sikkim per 69 anni egli si era distinto come il Chogyal col regno più lungo nella storia del paese, nonché il più anziano di tutti i regnanti dell'area.

## Matrimoni e figli
Dal proprio matrimonio con Lebrong ebbe i seguenti figli:
- Khyab-gon Namgyal, morto senza eredi
- una figlia, sposò Tarding di Tashi Lhunpo, Tibet.
- una figlia, divenne monaca

Dal proprio matrimonio con Menchi ebbe i seguenti figli:
- una figlia (m. prima del 1859), divenne monaca
- Tsering Putti Namgyal (m. prima del 1859), sposò Tokhang Donyer Namgyal, marito della sua sorellastra e figlio di Tung-yik Minchu.
- una figlia (n. dopo il 1860)

Dal terzo matrimonio con una donna dal nome sconosciuto ebbe i seguenti eredi:
- Sidkeong Namgyal, successore al trono paterno
- ... Namgyal, morto senza eredi
- Avatar Namgyal, morto senza eredi
- Thutob Namgyal, successore al trono paterno dopo il fratello.

Dalla relazione con una cameriera ebbe:
- Changzed Gelong Kar-po Namgyal (morto dopo il 1879), sposato dopo il 1863 con la principessa Menchi, vedova di suo padre
- una figlia, sposò Tokhang Donyer Namgyal, Pagla Dewan di Tayling in Tibet (che sposò poi la di lei sorellastra, vedi sopra), primo ministro di Sikkim tra il 1847-1849 e tra il 1853-1861, figlio di Tung-yik Minchu.